# Citra
Citra è un'area non incorporata della Contea di Marion in Florida. È conosciuto come la casa dell'arancia ananas, nome dato nel 1883 per un'arancia che ricordava un ananas.
Citra possiede due edifici del National Register of Historic Places, il Citra Methodist Episcopal Church-South e l'Armstrong House. È sede di una sezione dell'Università della Florida. Il tenore James Melton è cresciuto nella cittadina.

## Edifici di rilievo

### Armstrong House
L'Armstrong House (noto anche come Melton-Shands House) è un edificio realizzato nel 1901 su progetto dell'architetto C. Barker. La casa è stata realizzata in mattoni e legno, con un rivestimento in tavole e metallo. Lo stile di progetto della casa è detto frame vernacular style, in italiano si parla di architettura spontanea con prevalenza delle tavole di legno. L'edificio venne inserito il 9 giugno 2000 sul National Register of Historic Places perché rappresenta le caratteristiche distintive di un periodo e di una metodologia di costruzione. L'edificio è ubicato al 18050 North US 301.

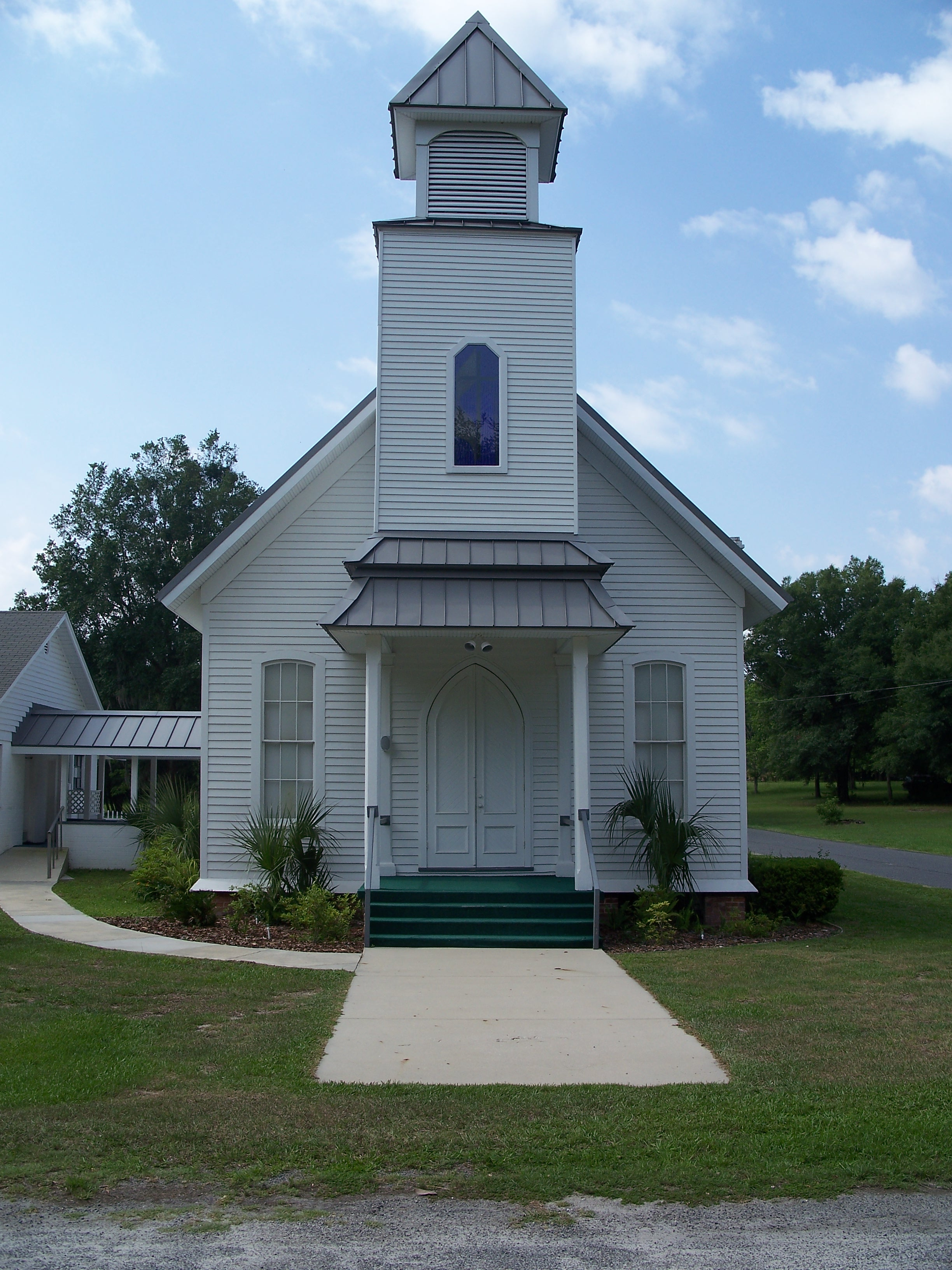
Chiesa "Citra Methodist Episcopal Church-South" di Citra